# Luketz Swartbooi
Luketz Swartbooi (7 febbraio 1966) è un ex maratoneta namibiano, vincitore della medaglia d'argento ai Mondiali di Stoccarda 1993.

## Campionati nazionali
2005
- 4º ai campionati namibiani di maratona - 2h26'18"
- Oro ai campionati namibiani di mezza maratona - 1h04'36"

## Altre competizioni internazionali
1993
- Bronzo alla Maratona di Boston ( Boston) - 2h09'57"
- Oro alla Sapporo Half Marathon ( Sapporo) - 1h02'02"

1994
- 8º alla Maratona di Boston ( Boston) - 2h09'08"

1997
- Argento alla Maratona di Parigi ( Parigi) - 2h11'28"
- 9º alla Mezza maratona di Lisbona ( Lisbona) - 1h02'36"

2002
- 9º alla Maratona di Francoforte ( Francoforte sul Meno) - 2h19'49"